# Velilla del Río Carrión
Velilla del Río Carrión è un comune spagnolo di 1 682 abitanti situato nella comunità autonoma di Castiglia e León, comarca di Montaña Palentina. In questa località si trovano le mitiche Fontes Tamarici.